# Ciemne Lady (przystanek kolejowy)
Ciemne Lady (biał. Цёмныя Ляды, ros. Тёмные Ляды) – przystanek kolejowy w pobliżu miejscowości Słoboda i Zadworje, w rejonie stołpeckim, w obwodzie mińskim, na Białorusi. Leży na linii Moskwa - Mińsk - Brześć. Nazwa pochodzi od znajdującej się dawniej w tym miejscu leśniczówki Ciemne Lady.